# Bruno Zanobio
Bruno Zanobio (Milano, 13 settembre 1926 – Milano, 16 luglio 2015) è stato un medico e storico italiano. Figura di spicco della storia della medicina, è stato Presidente onorario della Società Italiana di Storia della Medicina.

## Biografia
Alunno del Collegio Ghislieri, si laurea cum laude in Medicina presso l'Università di Pavia nel 1950. Nel 1954 si sposa con Elvira Bossi, da cui ha avuto tre figli: Maria Ester, Alberto e Marco. Pur dedicatosi prevalentemente all'attività di ricerca e insegnamento universitario, non ha trascurato l'attività medica: iscritto all'Ordine dei Medici di Milano dal 1951, ha conseguito le specializzazioni in Igiene e Tecnica Ospedaliera (Milano, 1963), in Malattie Infettive (Pavia, 1965) e in Gerontologia e Geriatria (Parma, 1968). È stato primario geriatra del Pio Albergo Trivulzio a Milano, accentuandone la qualificazione come centro per la riabilitazione degli anziani. Per la sua opera all'interno del noto Istituto milanese è stato insignito della benemerenza civica da parte del Comune di Milano.

### Università degli Studi di Pavia
Nell'ateneo pavese inizia la sua carriera accademica e di ricerca, dedicandosi dapprima all'Anatomia umana normale (come assistente volontario, dal 1951 al 1959, e come assistente straordinario, dal 1960 al 1969) e all'Istologia ed Embriologia Generale (di cui è libero docente dal 1962). Poi, a poco a poco, i suoi interessi si orientano sempre più verso la Storia della medicina, ambito in cui ottiene la libera docenza nel 1968, divenendo altresì professore incaricato del relativo insegnamento presso la Facoltà di Medicina e Chirurgia. Professore straordinario di ruolo di Storia della Medicina dal 1/12/1975, completato il triennio di straordinariato è promosso Professore ordinario nel 1979. Dirige dal 1970 al 1985 il Museo per la storia dell'Università di Pavia, occupandosi della sua riorganizzazione e valorizzandone così "il patrimonio storico e i numerosi cimeli medico-biologici" e le collezioni di strumenti fisici ottocenteschi. Nel 1970 collabora con l'anatomista Luigi Cattaneo allo studio e alla prima catalogazione dell'importante collezione di cere anatomiche di Clemente Susini conservate presso l'Università degli Studi di Cagliari. Fin da questi stessi anni sostiene la nascita del primo embrione di quella che diventerà l'Università degli Studi dell'Insubria a Varese, inaugurandovi l'insegnamento di Storia della medicina.

### Università degli Studi di Milano
Dopo il pensionamento del suo maestro, Luigi Belloni (1914-1989), decano degli storici della medicina italiani, nel 1985 Zanobio viene chiamato dall'Università degli Studi di Milano a sostituirlo sulla cattedra e a dirigere l'Istituto di Storia della medicina dell'Ateneo. L'Istituto diviene sede di dottorato di ricerca e, grazie all'opera di Zanobio, l'insegnamento di Storia della Medicina si sviluppa nei diversi poli didattici della Facoltà medica e in varie scuole di specializzazione, secondo una logica interdisciplinare, contribuendo così alla rinascita della scuola storico-medica milanese. È stato pro-rettore vicario per alcuni anni durante il rettorato di Paolo Mantegazza (1984-2001) e, nel 2005, è stato nominato Professore emerito dalla Facoltà di Medicina dell'Ateneo milanese.

## Contributo alla storia della medicina
"Medico del dialogo" - come è stato definito dal Corriere della Sera - Zanobio ha sempre creduto e favorito fattivamente la comunicazione e lo scambio culturale tra scienza biomedica e discipline umanistiche, anche attraverso l'attività museologica e di divulgazione storica.
Uno dei suoi allievi e collaboratori principali, Giuseppe Armocida, a lungo presidente della Società Italiana di Storia della Medicina, ne ha descritto così l'opera culturale:
(Giuseppe Armocida)

## Opere selezionate
- Le osservazioni microscopiche di Felice Fontana sulla struttura dei nervi, Firenze, Olschki, 1959
- L' immagine filamentoso-reticolare nell'anatomia microscopica dal XVII al XIX secolo,  Physis, vol. 2 (1960), fasc. 4, pp. 300–317
- The work of Camillo Golgi in neurology,  Milano Officine grafiche Elli e Pagani, 1963
- Il trattato medico militare di Cesare Bergamio, Ist. di storia della medicina dell'Università, Milano 1962
- Anton Filippo Ciucci - "L'Ospidale di Parnaso", Ist. di storia della medicina dell'Università, Milano 1962
- Contributi alla vita e all'opera di Bartolomeo Corte medico milanese, Ist. di storia della medicina dell'Università, Milano 1963, pp. 142
- Campagne antimalariche di bonifica umana nella bassa Lombardia e loro significato medico-sociale, Succ. Fusi, Pavia 1974, pp. 11 (Estr. da: Annales cisalpines d'histoire sociale)
- Saggio di patologia osteoarticolare nel "Gabinetto di anatomia e patologia chirurgica" di Luigi Porta (1800-1875), Museo per la storia dell'Università, Pavia: 1977, pp. 55
- Le cere anatomiche di Clemente Susini dell'Università di Cagliari, testimonianza di una stagione della scienza italiana, Rassegna Medica Sarda - Studi della Facoltà di medicina e chirurgia dell'Università di Cagliari, anno 82 (1978), fasc. 4, pp. 11
- La morfologia dell'olfatto e l'Università di Pavia: appunti storici (raccolti, illustrati ed annotati a cura di Bruno Zanobio), Museo per la storia dell'Università, Pavia: 1978, pp. 14
- L'armamentario chirurgico di Giovanni Alessandro Brambilla al Museo per la storia dell'Università di Pavia, in Autori vari, Giovanni Alessandro Brambilla nella cultura medica del Settecento Europeo, Istituto Editoriale Cisalpino - La Goliardica, Milano 1980 pp. 43–56
- Antonio Pensa, Ricordi di vita universitaria (1892-1970), a cura di Bruno Zanobio; presentazione di Elio Guido Rondanelli, Cisalpino-Istituto editoriale universitario, Milano: 1991
- (con Giuseppe Armocida) Storia della medicina,  Masson, Milano 1997, pp. 339 [2. ed. aggiornata: Masson, Milano 2002, pp. XV-337]